# Tenéis que venir a verla
Tenéis que venir a verla és una pel·lícula espanyola de 2022 escrita i dirigida per Jonás Trueba. És protagonitzada per Itsaso Arana, Vito Sanz, Francesco Carril i Irene Escolar.

## Parcel·les
Al llarg d'una mica més de 60 minuts, amb una el·lipse que talla la pel·lícula a l'hivern i la primavera, la trama segueix les converses de dues parelles d'amics que superen els trenta anys.Després d'un temps sense veure's i després de la pandèmia dues parelles d'amics es retroben en ocasió del concert de Chano Domínguez al Cafè Central de Madrid. Sis mesos després tornen a veure's a casa d'una de les dues parelles a la Serra de Guadarrama, prop de la muntanya Abantos. És un moment per a compartir xerrada, lectures, joc i passeig.

## Repartiment
- Itsaso Arana - Elena[5]
- Vito Sanz - Daniel[5]
- Francesco Carril - Guillermo[5]
- Irene Escolar - Susana[5]

## Producció
Produïda per Los Ilusos Films, la pel·lícula va comptar amb la col·laboració de l'Ajuntament de Madrid i l'administració regional de Madrid.

## Estrena
Distribuïda per Atalante, la pel·lícula es va estrenar a les sales d'Espanya el 17 de juny de 2022. També es va projectar al Competició oficial del 56è Festival Internacional de Cinema de Karlovy Vary el juliol de 2022. Havia de tenir la seva estrena estatunidenca al Festival de Cinema de Nova York de 2022. També va arribar a la secció 'World Cinema' del 27è Festival Internacional de Cinema de Busan que es projectaria l'octubre de 2022.

## Recepció
Segons el lloc web d'agregació de ressenyes Rotten Tomatoes, té una puntuació d'aprovació del 100% basada en 6 ressenyes dels crítics, amb una puntuació mitjana de 8,3/10.
Quim Casas d' El Periódico de Catalunya va valorar la pel·lícula amb 4 sobre 5 estrelles, considerant que, per no ser una pel·lícula massa política, "franca, directa, fluïda, una mica trista, ben construïda al voltant dels seus quatre intèrprets i amb una bonica coda experimental". Beatriz Martínez de Fotogramas ha valorat la pel·lícula amb 5 estrelles sobre 5, destacant que Trueba mostra "la capacitat inusual de captar un estat d'ànim", amb la pel·lícula que sustenta, a més d'una carta d'amor al cinema, "els millors raigs X de la sensació de llimb després de la pandèmia [COVID-19]". Andrea G. Bermejo de Cinemanía va puntuar 4 de 5 estrelles, determinant que la pel·lícula era, d'entre totes les obres de Trueba, la que connectava més amb el real, subratllant com a resultat: "com un dia al camp amb els amics. Pur gaudi". Ressenyant per Deadline, Anna Smith va valorar que la pel·lícula presenta "una configuració senzilla però eficaç; una divagació amb caràcter impulsada per quatre actuacions genials i un diàleg enginyós arrelat a la veritat". Jessica Kiang de Variety va considerar que la pel·lícula ("una de les alegries més recents de la competició de Karlovy Vary") era "tan sociable i beguda com un esborrany o 10 de vi dolçament fortificat". Javier Ocaña d' El País ha considerat que, segons qui la mire i la visqui, la pel·lícula pot ser "plàcida, amarga, lúcida i envoltant", o "simplement irònica, provocadora i fins i tot còmica. I potser tots tenen raó".

### Llistes top ten
La pel·lícula va aparèixer a les deu millors llistes de la crítica de les millors pel·lícules espanyoles del 2022:
- 1a — El Cultural (Mariona Burrull)[17]
- 3a — El Cultural (Carlos Reviriego)[17]
- 3a — El Cultural (Javier Yuste)[17]
- 7a — El Confidencial (Marta Medina)[18]

## Reconeixements
| Any  | Premi                                                | Categoria                    | Nominat                      | Resultat  | Ref    |
| ---- | ---------------------------------------------------- | ---------------------------- | ---------------------------- | --------- | ------ |
| 2022 | 56è Festival Internacional de Cinema de Karlovy Vary | Premi especial del jurat     | Premi especial del jurat     | Guanyador | [ 19 ] |
| 2023 | X Premis Feroz                                       | Millor pel·lícula de comèdia | Millor pel·lícula de comèdia | Nominat   | [ 20 ] |